# Elisa Springer
Elisa Springer (geboren 12. Februar 1918 in Wien, Österreich-Ungarn; gestorben 19. September 2004 in Matera) war eine österreichisch-italienische Holocaustüberlebende.

## Leben
Elisa Springer war die Tochter des jüdischen Textilkaufmanns Richard Springer und der Sidonia Bauer, ihr Großvater Elkan Bauer war ein Komponist von Walzermusik. Der Schauspieler Armin Springer war ein Bruder des Vaters. Sie wuchs in Wien auf. Nach dem Anschluss Österreichs wurde Richard Springer in das Konzentrationslager Buchenwald verschleppt und am 28. Dezember 1938 ermordet. Elisa und ihre Mutter wurden bei der Reichspogromnacht am 9. November 1938 aus ihrer Wohnung in der Strozzigasse 32–34 vertrieben, die Familie des Arisierers wohnte noch Ende der 1990er Jahre dort. Die Spur ihrer Mutter verliert sich 1944 in der Zeit der deutschen Judenverfolgung in Budapest, wohin diese geflohen war.
Elisa Springer heiratete 1939 den Italiener Eliezer Joseph Alfassa und  floh 1940 nach Mailand, wo sie mit einer falschen Identität untertauchte. Springer wurde 1944 verraten und in Mailand verhaftet. Über Verona wurde sie in  das Konzentrationslager Auschwitz deportiert, wo sie am 2. August die Häftlingsnummer A-24020 als Tätowierung erhielt. Sie wurde in das KZ Bergen-Belsen verlegt, wo sie die Gefangene Anne Frank kennenlernte. Schließlich geriet sie bei Todesmärschen in das KZ Theresienstadt, in dem sie am 5. Mai 1945 die Befreiung erlebte. Springer kehrte 1946 nach Italien zurück. Sie lebte in Manduria.
Erst im Alter von 68 Jahren erzählte sie ihrem Sohn von ihrer Verfolgung und der KZ-Haft. Springer schrieb zwei autobiografische Bücher und trat nun als Zeitzeugin in der Öffentlichkeit auf. Sie kümmerte sich auch um den musikalischen Nachlass ihres Großvaters, der im Ghetto Theresienstadt ermordet worden war. Springer wurde 2002 zur Ehrenbürgerin von Matera ernannt.

## Werke
- Il silenzio dei vivi, all’ombra di Auschwitz, un racconto di morte e di resurrezione. Venedig : Marsilio, 1997, ISBN 978-88-317-6602-9 PDF
  - Das Schweigen der Lebenden : im Schatten von Auschwitz, eine Erzählung von Tod und Auferstehung. Vorwort Marina Beelke. Autorisierte Übersetzung Rainer Mayerhoer, Melina Beelke. Hrsg. Siegfried Heinrichs. Berlin : Oberbaum, 1998 ISBN 3-928254-47-2
  - Milczenie żywych : w cieniu Auschwitz, opowieść o śmierci i zmartwychwstaniu. Übersetzung Krystyna und Eugeniusz Kabatcowie. Auschwitz : Państwowe Muzeum Auschwitz-Birkenau, 2001 ISBN 83-88526-02-2
- L’eco del silenzio. La Shoah raccontata ai giovani. Venedig : Marsilio, 2003, ISBN 978-88-317-8178-7
- Nicola Magrone: Codice breve del razzismo fascista : stato totalitario e democrazia costituzionale, la „questione razziale“. Con una testimonianza di Elisa Springer. Bari : Edizioni Dall’interno-Sudcritica : Fondazione Popoli & costituzioni, 2004